# 松原秀治
松原 秀治（まつばら ひでじ、1902年 - 1984年12月）は、日本の外交官、言語学者。

## 経歴
慶應義塾大学卒業、外務省に勤務し、翻訳課で仏訳などを手がけるうちに、冠詞研究を深めていった。三宅徳嘉によれば、その業績は日本人の仏語研究としてフランス本国で高い評価を得た最初のものであるという。以後も外務省勤務の傍ら仏語研究や著述を続けた。
コンゴ代理大使などを経て、退官後は白百合女子大学教授。
1929年から32年までパリ、リヨン、グルノーブルに留学・勤務した。グルノーブル大学に留学中、フランス文学者松原秀一が生まれている。青柳瑞穂の友人。娘は小山七々子の名で著作活動をしている。

## 家族

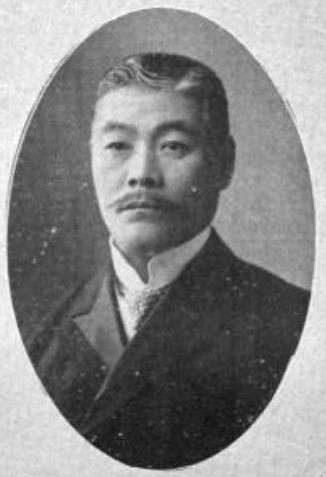
父の松原重栄

- 祖父・松原重陽 - 天童藩士。のち米沢始審裁判所長[2]。
- 父・松原重栄 (1864年生) - 重陽の子として天童で生まれ、父親が若松県に就職し転居、同県立英学校、慶応義塾で学んだのち、伊勢新聞の記者となり、天津領事となった原敬を追って中国に渡り、英国運搬船に潜り込んで上海から渡米、軍艦の給仕、ミネアポリスの日本雑貨店販売員を経て、松尾儀助の起立工商卸部（のち関西貿易）に10年勤めたのち小名木川綿布入社、米国で煙草王村井吉兵衛と知り合い、村井商会に入社して総支配人、取締役として同社発展に寄与した[3][4]。のち千代田生命保険、森村組ニューヨーク支店勤務を経て宝田石油専務、台東開拓、台東製糖役員などを務めた[5][3]。
- 妻・滋子 - 東京川崎財閥川崎八右衛門の娘つねとその婿川崎友之介の二女。
- 長男・松原秀一
- 伯父・川崎八右衛門 (2代目) - 母の兄
- 叔父・芹沢友吉 - 父の弟。八千代銀行専務[6]。

## 著書
- Essai sur la syntaxe de l'article en françai moderne（Sirey,1932）
- 『ふらんす語冠詞の用法』（白水社、1949年）
- 『フランス語発音の手引』（白水社、1952年）
- 『フランス語の冠詞』（白水社、1978年）
- 『フランス語らしく書く 仏作文の考え方』松原秀一補（白水社、1995年）

### 翻訳
- ドーザー『言語地理学』 （冨山房百科文庫、1938年）

のち『フランス言語地理学』と改題、松原秀治・横山紀伊子訳（大学書林、1958年）